# Un monde
Un monde (en Hispanoamérica: Un Pequeño Mundo), conocida internacionalmente como Playground, es una película dramática belga de 2021, dirigida y escrita por Laura Wandel. Está protagonizada por Maya Vanderbeque, Günter Duret, Karim Leklou y Laura Verlinden. La película tuvo su estreno mundial en el Festival de Cannes el 8 de julio de 2021, tras ser seleccionada para competir en la sección Un certain regard.
En Cannes, ganó el Premio FIPRESCI, además de recibir el premio André Cavens a la mejor película de la Asociación Belga de Críticos de Cine. En la 11.ª edición de los Premios Magritte, fue nominada a diez premios, ganando siete de ellos, incluyendo Mejor Ópera Prima y Mejor Directora para Laura Wandel. Fue seleccionada como la representante de Bélgica a Mejor película internacional para la 94.ª edición de los Premios Óscar.

## Sinopsis
Nora (Maya Vanderbeque), una niña de siete años, se convierte en testigo de un acto de acoso del que es víctima su hermano mayor, Abel (Günter Duret). La niña, con la intención inmediata de avisar a los adultos del incidente, es detenida por Abel, quien le hace prometer que no le contará a nadie sobre el episodio. Nora finalmente decide contarle todo a su padre, quien interviene. A medida que la noticia se difunde entre los otros niños de la escuela, Nora también será víctima de acoso escolar.

## Reparto
- Maya Vanderbeque como Nora
- Günter Duret como Abel
- Karim Leklou como Finnigan
- Laura Verlinden como Agnes
- Lena Girard Voss como Clemence
- Thao Maerten como David

## Recepción
Con 40 críticas compiladas por el agregador de reseñas Rotten Tomatoes como positivas, la cinta tuvo una calificación promedio ponderada de 8.1 sobre 10. El crítico de cine Simon Eberhard escribiendo para Outnow.ch señaló que «Un monde es una pequeña gran película y un verdadero consejo interno. La joven actriz principal Maya Vanderbeque es fenomenal, y su hermano de cine Günter Duret no es inferior a ella».

## Premios y nominaciones
| Premio                               | Categoría                            | Receptor                                                        | Resultado |
| ------------------------------------ | ------------------------------------ | --------------------------------------------------------------- | --------- |
| Asociación Belga de Críticos de Cine | Premio André Cavens a Mejor Película | Un monde                                                        | Ganador   |
| Festival de Cine de Londres          | Sutherland Trophy                    | Un monde                                                        | Ganador   |
| Festival de Cine de Cannes           | Caméra d'Or                          | Un monde                                                        | Nominado  |
| Festival de Cine de Cannes           | Premio FIPRESCI                      | Un monde                                                        | Ganador   |
| Premios del Cine Europeo             | Descubrimiento del Año               | Laura Wandel                                                    | Nominado  |
| Premio Magritte                      | Mejor Película                       | Un monde                                                        | Nominado  |
| Premio Magritte                      | Mejor Director                       | Laura Wandel                                                    | Ganador   |
| Premio Magritte                      | Mejor Guion                          | Laura Wandel                                                    | Nominado  |
| Premio Magritte                      | Mejor Actriz de Reparto              | Laura Verlinden                                                 | Ganador   |
| Premio Magritte                      | Mejor Actor Promisorio               | Günter Duret                                                    | Ganador   |
| Premio Magritte                      | Mejor Actriz Promisoria              | Maya Vanderbeque                                                | Ganador   |
| Premio Magritte                      | Mejor Ópera Prima                    | Un monde                                                        | Ganador   |
| Premio Magritte                      | Mejor Fotografía                     | Frédéric Noirhomme                                              | Nominado  |
| Premio Magritte                      | Mejor Sonido                         | Mathieu Cox Corinne Dubien Thomas Grimm-Landsberg David Vranken | Ganador   |
| Premio Magritte                      | Mejor Edición                        | Nicolas Rumpl                                                   | Ganador   |